# Revel-Tourdan
Revel-Tourdan település Franciaországban, Isère megyében. Lakosainak száma 1050 fő (2022. január 1.). Revel-Tourdan Beaurepaire, Moissieu-sur-Dolon, Pact, Pisieu és Primarette községekkel határos.

## Népesség
A település népessége az elmúlt években az alábbi módon változott:
| Lakosok száma | 531  | 630  | 794  | 950  | 1034 | 1042 | 1053 | 1051 | 1050 | 1050 |
|               | 1968 | 1982 | 1990 | 2006 | 2013 | 2015 | 2017 | 2019 | 2020 | 2022 |

## Testvérvárosok
- Sant Martí de Tous, Spanyolország, 1996 óta